# Russkaja
Russkaja (стилизирана като ЯUSSKAJA; на български: Руская) е бивша ска пънк група от Виена, Австрия. Тя се основава на полка, ска, поп, рок и традиционна руска музика. Групата е основана през 2005 г. от бившия вокалист на Щалхамер – Георгий Маказария. Подписват с независимия австрийски лейбъл Chat Chapeau от 2006 г., а по-късно се прехвърлят към Napalm Records. Те са най-известни в Австрия с това, че са стационарната група на комедийното шоу до късно вечерта Willkommen Österreich.
Групата се разпада на 3 февруари 2023 г. (в същия ден, когато издадоха седмия си албум, Turbo Polka Party), защото не желаят повече да използват своята „сатирична употреба на съветски символи и език“ по време на продължаващото руско нападение над Украйна.

## Дискография
| Година | Заглавие                   |
| ------ | -------------------------- |
| 2008   | Kasatchok Superstar        |
| 2010   | Russian Voodoo             |
| 2013   | Energia!                   |
| 2015   | Peace, Love & Russian Roll |
| 2017   | Kosmopoliturbo             |
| 2019   | No One Is Illegal          |
| 2023   | Turbo Polka Party          |